# Szokolay Örs
Szokolay Örs (Budapest, 1931. szeptember 14. – Debrecen, 1974. augusztus 9.) építészmérnök.

## Élete
Az Építőipari és Közlekedési Műszaki Egyetemen 1961-ben szerzett oklevelet. 1962-től a Debreceni Tervező Vállalat településtervezési és városrendezői részlegében tervező csoportvezetőként dolgozott haláláig.
Az ő nevéhez fűződik 1960-ban Hajdúdorog, 1967-ben Mátészalka és Tiszavasvári, 1970-ben Debrecen város, 1972-ben Hajdúnánás, 1973-ban Fehérgyarmat általános rendezési terveinek elkészítése, de ezek mellett sok részletes rendezési tervet is készített: így 1970-ben Mátészalka városközpont, 1971-ben pedig a mátészalkai Ráczkert rendezési terveit is ő készítette el. Mátészalkán, a Keleti lakótelepen utcát is elneveztek róla.
Számos szakcikke is megjelent szakfolyóiratokban.
1974. augusztus 9-én hunyt el Debrecenben, 43 évesen.